# Kleingeschaidt

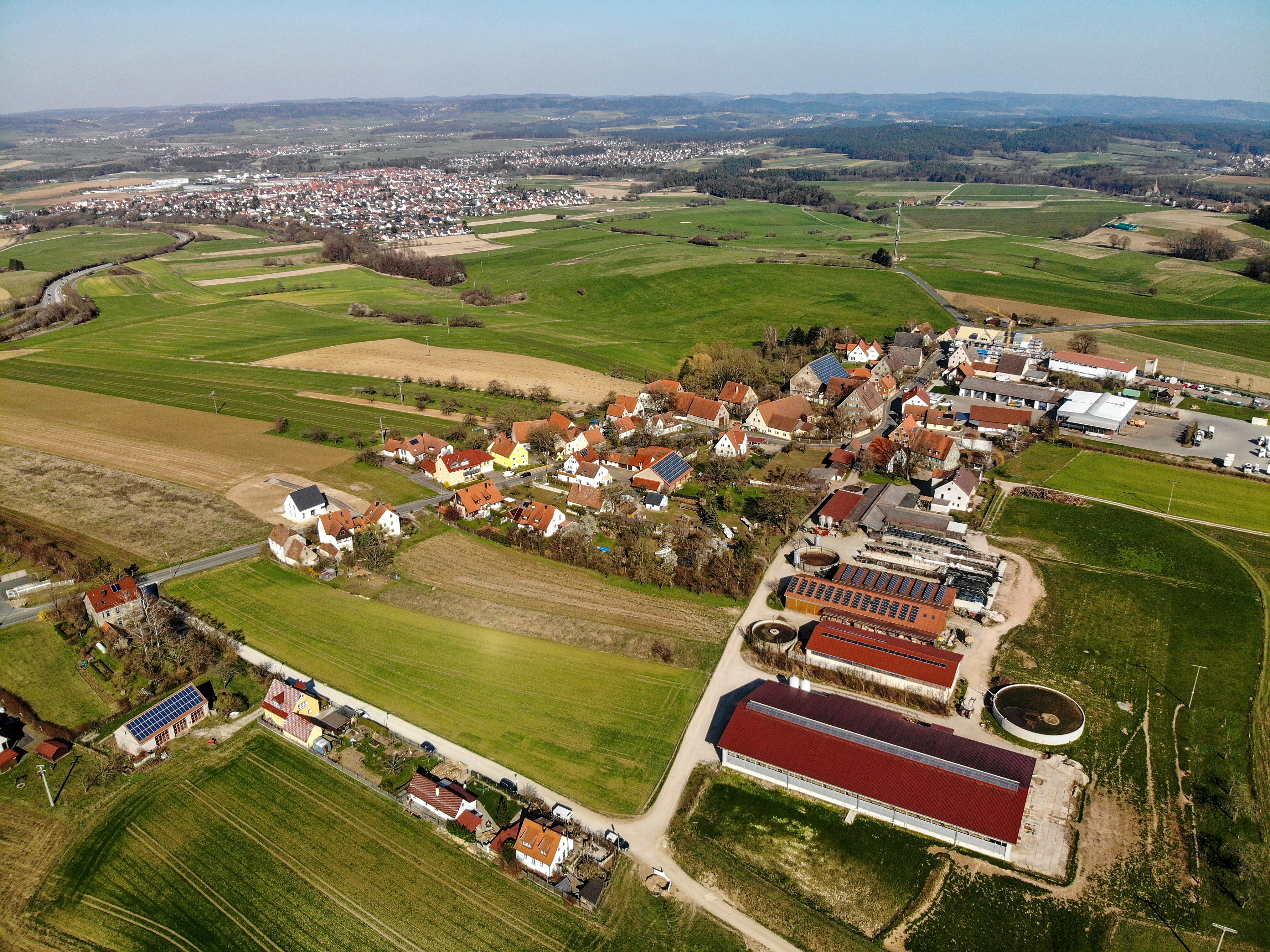
Luftaufnahme von Kleingeschaidt

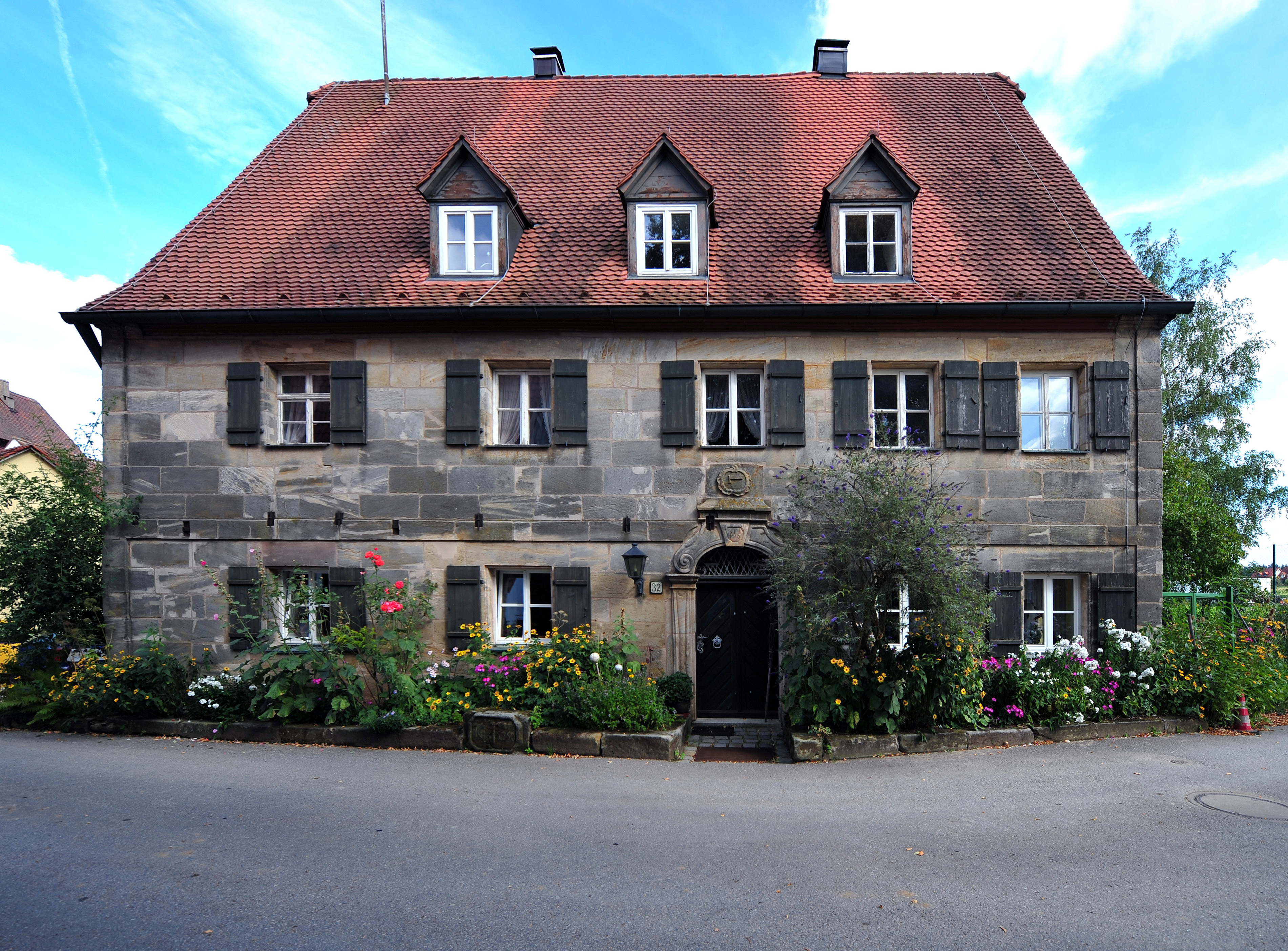
Das denkmalgeschützte Wohnhaus mit der Hausnummer 32

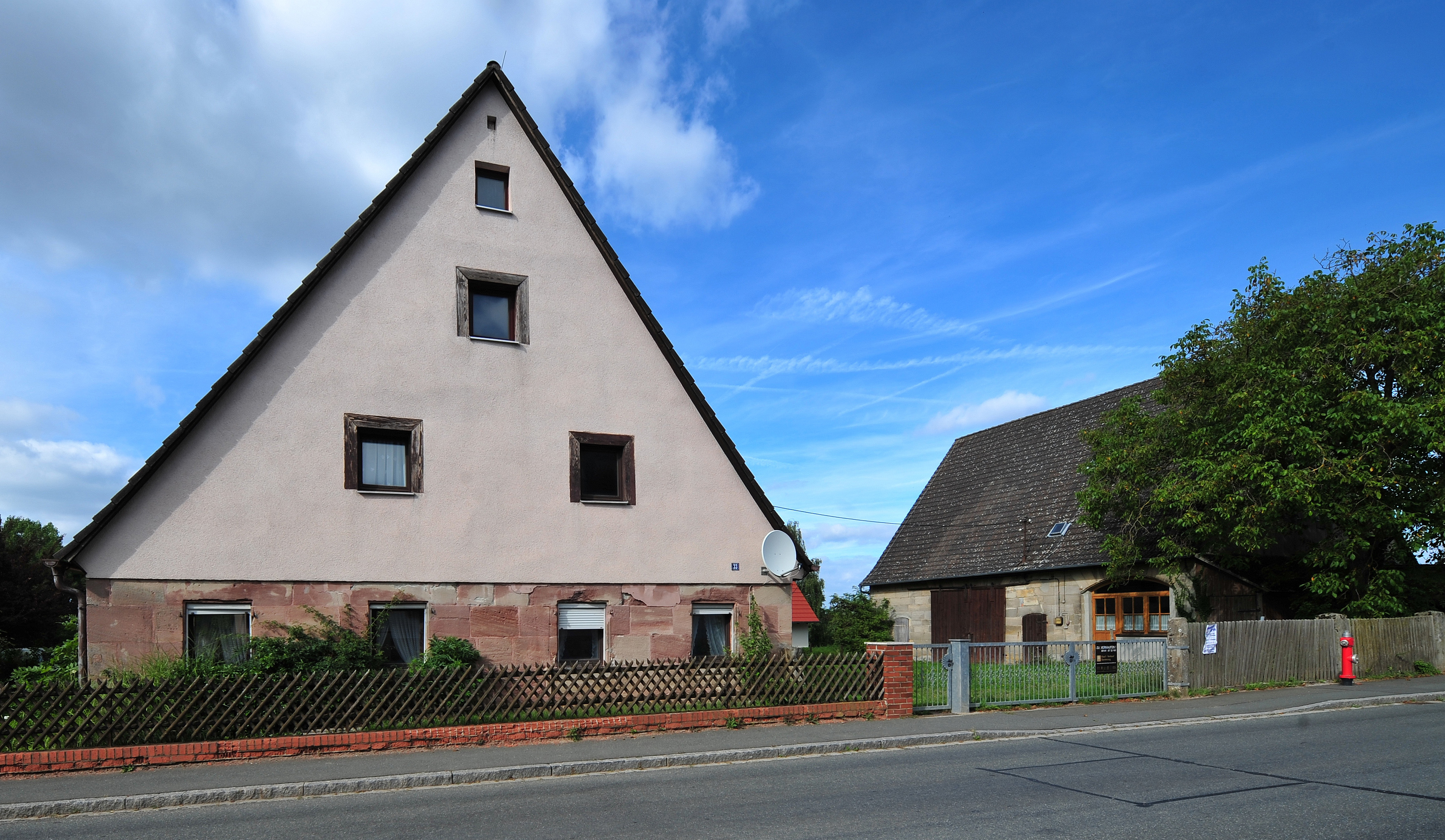
Das ehemalige Bauernanwesen mit der Hausnummer 33

Kleingeschaidt (fränkisch: Glahgschah) ist ein Gemeindeteil des Marktes Heroldsberg im Landkreis Erlangen-Höchstadt (Mittelfranken, Bayern). Die Gemarkung Kleingeschaidt hat eine Fläche von 1,496 km². Sie ist in 320 Flurstücke aufgeteilt, die eine durchschnittliche Flurstücksfläche von 4674,63 m² haben.

## Geographie

### Geographische Lage
Das Dorf im südlichen Vorland der Fränkischen Schweiz liegt ca. zehn Kilometer nordöstlich von Nürnberg und 13 km südöstlich von Erlangen auf einem Höhenrücken des Sebalder Reichswalds, auf und am Nordhang eines langgestreckten Höhenzuges des Schwarzen Jura (Lias), eines Teils des Fränkischen Schichtstufenlandes.
Der Ort gliedert sich in den „alten Ort“ im Norden und in die „Siedlung“ im Süden. Die Siedlung wurde ursprünglich für die Arbeiter einer dort ansässigen Fabrik für Eisenwaren errichtet. Der Ort ist unmittelbar von Acker- und Grünland umgeben. Im Süden befinden sich die Flurgebiete Katzenkopf und Vogelleite, im Nordosten die Eichelleite und im Osten der Hoppberg. Etwas weiter südlich liegen die Waldgebiete Im Blech und Hermannswinkel. Die Kreisstraße ERH 10 führt die Bundesstraße 2 kreuzend nach Großgeschaidt (0,5 km nordwestlich) bzw. nach Tauchersreuth (2,5 km südöstlich).

## Geschichte
Der Ort wurde um 1300 als „Kleinen Geschait“ erstmals urkundlich erwähnt. Bestimmungswort des Ortsnamens ist gescheide (mhd. Grenze). Der Ort lag also an einer natürlichen oder politischen Grenze. Als politische Grenze käme die Fraischgrenze zwischen den Ämtern Heroldsberg und Eschenau in Frage. Etwas abwegig aber möglich ist die Ableitung von Geschaide, das in der Fachsprache der Imker einen leeren Bienenbehälter bezeichnet. Demnach wäre dort eine Bienenzucht anzunehmen.
Es ist davon auszugehen, dass Kleingeschaidt die Tochtersiedlung von Großgeschaidt ist. Beide Orte waren ein Reichslehen, das die Burggrafschaft Nürnberg erhalten hatte. Die Nürnberger Patrizier Weigel hatten zu dieser Zeit grundherrliche Ansprüche auf eine Drittelhube in „wenigen Gescheide“ (1320 beurkundet). Außerdem war der Burggraf Albrecht der Schöne im Ort begütert und in dessen Folge sein Schwiegersohn Swantibor I. von Pommern-Stettin. 1391 verkaufte dieser seine Ansprüche an Heinrich und Konrad Geuder. 1439 wurde dieser Besitzkomplex mit acht Anwesen angegeben, 1548 mit sechs Anwesen (drei Höfe, drei Güter), 1778 mit sieben Anwesen (3 Halbhöfe, 1 Söldengut mit Zapfenschenke, 1 Söldengütlein, 2 Güter). Die Geuder erbauten 1614 bis heute erhaltene Herrenhaus und behielten den Besitz bis 1661. Ein weiterer Eigentümer im Ort waren die Nürnberger Patrizier Grundherr. 1435 empfing Paul Grundherr ein Söldengut in „Clein Gescheide“. Während das Gut der Grundherr bis zum Ende des Alten Reiches in deren Händen blieb, gelangte der Geudersche Besitz Mitte des 17. Jahrhunderts an die Patrizier Welser, die ihn bis 1747 behielten. Der Ort lag im Fraischbezirk des brandenburg-bayreuthischen Oberamtes Baiersdorf.
Im Rahmen des Gemeindeedikts wurde Kleingeschaidt 1813 dem Steuerdistrikt Kalchreuth zugeordnet. 1818 entstand die Ruralgemeinde Kleingeschaidt. Sie war in Verwaltung und Gerichtsbarkeit dem Landgericht Erlangen zugeordnet und in der Finanzverwaltung dem Rentamt Erlangen (1919 in Finanzamt Erlangen umbenannt). Ab 1862 gehörte Kleingeschaidt zum Bezirksamt Erlangen (1939 in Landkreis Erlangen umbenannt), die Gerichtsbarkeit lag beim im gleichen Jahr gebildeten Stadt- und Landgericht Erlangen (1879 in das Amtsgericht Erlangen umgewandelt). Die Gemeinde hatte 1964 eine Gebietsfläche von 1,484 km².
Am 1. Mai 1978 wurde Kleingeschaidt im Zuge der Gebietsreform in Bayern nach Heroldsberg eingegliedert.

### Baudenkmäler
- Haus Nr. 23: Ehemaliges Bauernhaus
- Haus Nr. 25: Ehemaliger Herrensitz
- Haus Nr. 27: Wohnhaus
- Haus Nr. 31: Wohnhaus
- Haus Nr. 32: Wohnhaus
- Haus Nr. 33: Ehemaliges Bauernanwesen

### Einwohnerentwicklung
| Jahr      | 1818  | 1840   | 1852   | 1855   | 1861   | 1867   | 1871   | 1875   | 1880   | 1885   | 1890   | 1895   | 1900   | 1905   | 1910   | 1919   | 1925   | 1933   | 1939   | 1946   | 1950   | 1952   | 1961   | 1970   | 1987   | 2008 |
| Einwohner | 115   | 156    | 160    | 164    | 151    | 150    | 147    | 141    | 147    | 125    | 117    | 116    | 121    | 102    | 95     | 76     | 92     | 102    | 107    | 201    | 179    | 179    | 180    | 198    | 201    | 250  |
| Häuser    | 21    | 20     |        |        |        |        | 21     |        |        | 23     | 23     |        | 27     |        |        |        | 21     |        |        |        | 21     |        | 36     |        | 58     |      |
| Quelle    | [ 9 ] | [ 14 ] | [ 15 ] | [ 15 ] | [ 16 ] | [ 17 ] | [ 18 ] | [ 19 ] | [ 20 ] | [ 21 ] | [ 22 ] | [ 15 ] | [ 23 ] | [ 15 ] | [ 24 ] | [ 15 ] | [ 25 ] | [ 15 ] | [ 15 ] | [ 15 ] | [ 26 ] | [ 15 ] | [ 11 ] | [ 27 ] | [ 28 ] |      |

## Religion
Der Ort ist seit der Reformation evangelisch-lutherisch geprägt und nach St. Egidien (Beerbach) gepfarrt. Die Einwohner römisch-katholischer Konfession sind nach Mariä Unbefleckte Empfängnis (Eckenhaid) gepfarrt.